# Ваки, Адзуми
Адзуми Ваки (яп. 和氣あず未 Ваки Адзуми, род. 8 сентября 1994, Токио) — японская сэйю, певица и телеведущая.

## Биография
Адзуми Ваки родилась 8 сентября 1994 года в Токио. В детстве Адзуми намеревалась стать стюардессой, но из-за проблем с изучением английского языка и увлечением аниме, к старшей школе девушка решила обучаться профессии сэйю и начала подыскивать профессиональное училище по этому направлению. В итоге Ваки поступила в Токийское профессиональное училище актёров озвучивания аниме, во время обучения в котором подрабатывала ассистентом Юи Исикавы и Ай Нонаки в радиопередаче Nonaka Ai Ishikawa Yui no Rajio Operating System. Будущая актриса первоначально испытывала неловкость при игре на публике, которую она смогла преодолеть при помощи выступлений на фестивалях вне училища.
С 2014 года Ваки сотрудничает с агентством Haikyo. В 2015 году Адзуми впервые в своей профессиональной карьере получила роль — она озвучила Санаэ Катагири в мобильной игре и аниме-сериале The Idolmaster Cinderella Girls. В том же году состоялось первое её сценическое выступление: Ваки приняла участие в концерте THE IDOLM@STER Cinderella Girls 3rdLIVE с песней, исполненной от имени персонажа Санаэ Катагири. В том же году Ваки выпустила сингл «Can’t stop!!» как часть цикла песен персонажей The Idolmaster Cinderella Girls: запись смогла достигнуть 14-й позиции чарта Oricon. В конце 2015 года Адзуми впервые доверили озвучивание роли главной героини — она сыграла Эри Хигути в сериале Ani Tore! EX.
В январе 2020 года Адзуми начала сольную карьеру певицы, выпустив сингл «Fuwatto/Citrus», пиковой позицией которого в чарте Oricon стало 20-е место. В марте того же года Ваки стала ведущей телепередачи Anige Eleven, выходящей на телеканале Nippon BS Broadcasting.
6 марта 2021 года Ваки была удостоена премии Seiyu Awards в номинации «Лучшая начинающая актриса».

## Фильмография

### Аниме-сериалы
2015
- The Idolmaster Cinderella Girls[яп.] — Санаэ Катагири
- Ani Tore! EX[англ.] — Эри Хигути
- Magical Girl Lyrical Nanoha ViVid[англ.] — Лука

2016
- Please Tell Me! Galko-chan[англ.] — Галко
- BBK/BRNK[англ.] — Домина Дорси

2017
- Blend S — Майка Сакураномия
- KiraKira Precure A La Mode — фанат Юкари
- Infini-T Force[англ.] — Сэйбо Китано

2018
- Katana Maidens: Toji No Miko[англ.] — Май Янасэ
- Uma Musume Pretty Derby[англ.] — Спешл Уик
- How Not to Summon a Demon Lord — Рэм Гало
- Ms. Vampire Who Lives in My Neighborhood — Эри

2019
- Mini Toji[англ.] — Май Янасэ
- Ao-chan Can't Study![англ.] — Ао Хориэ
- The Helpful Fox Senko-san — Сэнко
- Are You Lost? — Сион Кудзё
- Didn't I Say to Make My Abilities Average in the Next Life?! — Адель фон Аскам / Майл
- Assassins Pride[англ.] — Салача Шикзаль
- RobiHachi — Капако

2020
- My Next Life as a Villainess: All Routes Lead to Doom! — Энн Шелли
- Shachibato! President, It’s Time for Battle![англ.] — Акари
- I’m Standing on a Million Lives — Кусуэ Хокодзаки
- Kuma Kuma Kuma Bear — Фина
- Our Last Crusade or the Rise of a New World — Сисбелл Луи Небулис IX

2021
- I’ve Been Killing Slimes for 300 Years and Maxed Out My Level — Фраторте

2022
- Do It Yourself!! — Такуми Хикагэ
- More Than a Married Couple, But Not Lovers — Нацуми Охаси

### Игры
- Ash Arms – M7 Priest, M18 Hellcat
- Azur Lane – Судзуя, Кумано
- Girls' Frontline[англ.] — АК-12, AUG